# 은진면
은진면(恩津面)은 대한민국 충청남도 논산시에 설치된 면이다.

## 개요
은진면의 지명은 조선초 덕은군의 ‘은(恩)’자와 시진현의 ‘진(津)’자를 따서 은진(恩津)으로 하고, 은진현이 된데서 비롯되었다. 은진면은 논산시의 동남부에 위치하고 있으며 동으로는 가야곡면, 서로는 채운면, 남으로는 연무읍, 북으로는 논산시와 부적면이 접하고 있는 지역으로, 논산시청은 북쪽 3Km 지점에 있으며, 논산시와 연무읍의 중간지점에 있어 논산, 연무읍이 생활권내에 있다. 이 지방에 인류가 정착한 것은 석기시대의 돌산촉이 토양리에서 출토된 것으로 보아 석기시대부터 인류 가 정착한 것으로 추정할 수 있다. 은진지방은 구릉과 평야지대를 이루고 있으며 수리시설이 발달되어 있고 토지가 비옥한 편이다.

## 행정 구역
- 교촌리(校村里)
- 남산리(南山里)
- 방축리(防築里)
- 성덕리(城德里)
- 성평리(城坪里)
- 시묘리(侍墓里)
- 연서리(蓮西里): 행정복지센터 소재지
- 와야리(瓦也里)
- 용산리(龍山里)
- 토양리(土良里)

## 교육
- 성덕초등학교
- 은진초등학교